# 北美洲摩天大楼列表
北美洲摩天大楼列表列出坐落于北美洲且建筑高度超过270米（886英尺）的摩天大楼，目前亚洲最高建筑是541米（1,776英尺）的世界贸易中心一号大楼，2014年11月3日落成。
美国被认为是摩天大楼的发源地，世界上第一座摩天大楼于1885年在芝加哥建成。从那以后，美国一直是世界上最高的摩天大楼的所在地。北美洲的11座建筑物（全部在美国）拥有世界最高建筑物的称号，其中纽约占了9座。加拿大和墨西哥也看到了摩天大楼的建造区域，特别是在多伦多和墨西哥城。此外，巴拿马城已成为巴拿马摩天大楼建筑活动的温床，目前巴拿马城列出了总共49座高度超过150米的建筑物。